# Михелбах ан дер Билц
Михелбах ан дер Билц (њем. Michelbach an der Bilz) општина је у њемачкој савезној држави Баден-Виртемберг. Једно је од 30 општинских средишта округа Швебиш Хал. Према процјени из 2010. у општини је живјело 3.458 становника. Посједује регионалну шифру (AGS) 8127056.

## Географски и демографски подаци
Михелбах ан дер Билц се налази у савезној држави Баден-Виртемберг у округу Швебиш Хал. Општина се налази на надморској висини од 388 метара. Површина општине износи 17,7 km². У самом мјесту је, према процјени из 2010. године, живјело 3.458 становника. Просјечна густина становништва износи 195 становника/km².